# Gorączka teksaska
Gorączka teksaska – pasożytnicza choroba bydła, jak również bawołów i antylop. Chorobę powoduje pierwotniak Babesia bigemina z rodziny babeszje należącej do protista. Wektorem i żywicielem pośrednim są kleszcze Ixodida. W Ameryce Północnej chorobę przenosi Boophilus annulatus, zaś w Ameryce Południowej oraz w Ameryce Środkowej Boophilus microplus.
Okres inkubacji choroby wynosi od 8 do 14 dni. Pierwszym objawem jest silny wzrost temperatury ciała do 41–42 °C. Po paru dniach pojawia się krwawy mocz oraz stopniowo rozwija się niedokrwistość będąca efektem niszczenia krwinek czerwonych przez mnożące się pasożyty. W przypadkach ostrych śmierć może nastąpić po 4–8 dni od wystąpienia pierwszych objawów klinicznych. W przypadkach przewlekłych zwierzęta stają się chude i wycieńczone.
Teksaska gorączka wywołuje poważne uszkodzenia wątroby oraz śledziony, powiększenie pęcherzyka żółciowego, objawia się żółtaczką i krwiomoczem, spadkiem mleczności i pogorszeniem smaku mleka. Przypadki teksaskiej gorączki odnotowywano również w Europie Południowej i Południowo-Wschodniej.